# Philippa de Champagne
Ne doit pas être confondue avec Philippe de Champagne, évêque de Châlons au XIe siècle ou Philippe de Champaigne, peintre du XVIIe siècle
Philippa de Champagne, née entre 1195 et 1197 et morte le 20 décembre 1250, fille d'Henri II de Champagne, roi de Jérusalem, et d'Isabelle de Jérusalem, devient dame de Ramerupt et de Venizy en épousant Érard de Brienne-Ramerupt.

## Biographie

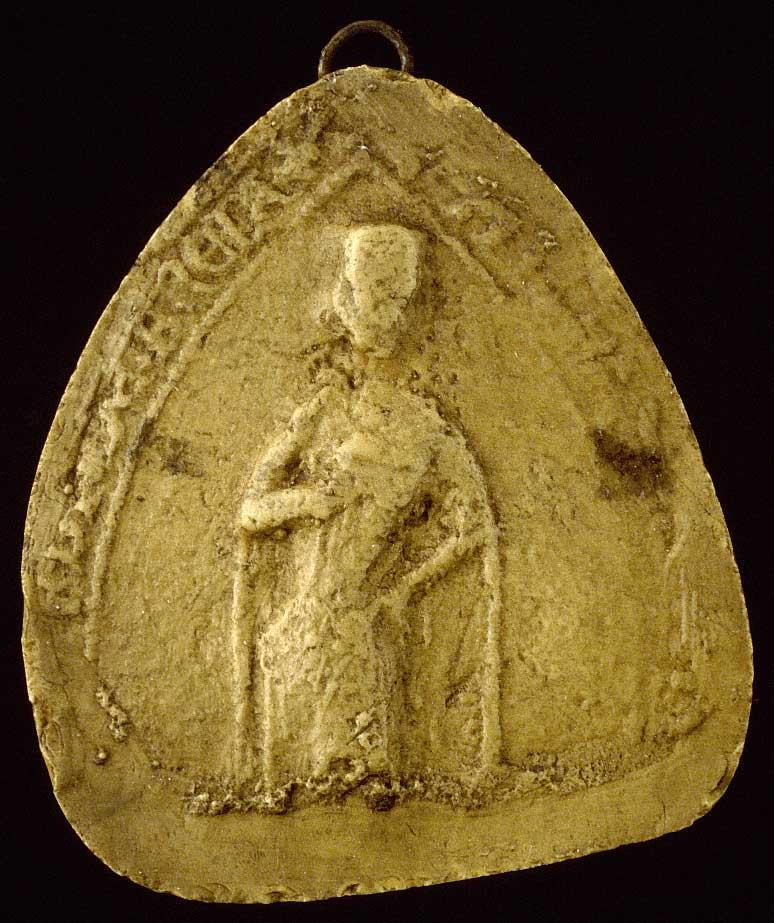
Sceau de Philippa de Champagne.

## Famille

### Mariages et enfants

Blason de la branche cadette de la Maison de Brienne dite de Brienne-Ramerupt (burelé d'azur et d'or, au lion d'or, brochant sur le tout).

Début 1215 à Saint-Jean-d'Acre, elle épouse Érard de Brienne-Ramerupt, probablement séparé vers 1210 d'Hélisende de Rethel , seigneur de Ramerupt, fils d'André de Ramerupt et d'Adélaïde de Venizy, avec qui elle a neuf enfants, :
- Henri de Brienne, seigneur de Venizy, mort en 1248 lors de son voyage en Palestine pour la septième croisade. Il épouse Marguerite de Salins, fille de Jean, dit l'Antique ou le Sage, seigneur de Salins, et de Mathilde de Bourgogne, dont il a deux enfants[Note 1] ;
- Érard II de Brienne, seigneur de Ramerupt, tué le 8 février 1250 à la bataille de Mansourah lors de la septième croisade. Il n'a pas été marié et n'a pas de descendance connue[Note 2] ;
- Marie de Brienne, morte après 1251, mariée à Gaucher III de Châtillon, seigneur de Nanteuil-la-Fosse, fils de Gaucher II de Châtillon, seigneur de Nanteuil-la-Fosse, et de son épouse Alix de Béthune, avec qui elle a un enfant (Érard de Nanteuil). Veuve avant 1242, elle épouse en secondes noces Hugues II, seigneur de Conflans et maréchal de Champagne, fils d'Eustache II de Conflans dit Torchapeaux et de son épouse Helvide de Thourotte, avec qui elle a un autre enfant (Hugues III de Conflans) ;
- Marguerite de Brienne, morte en 1275, mariée en 1245 à Thierry IV van Beveren, châtelain de Dixmude, fils de Thierry III van Beveren et de son épouse Isabelle de Wallers, avec qui elle a treize enfants. Après la mort de son époux, elle devient moniale à l'abbaye de Flines où elle est inhumée ;
- Héloïse de Brienne, probablement morte jeune et sans descendance ;
- Isabelle de Brienne, morte entre 1274 et 1277, mariée à Henri V, comte de Grandpré, fils d'Henri IV de Grandpré et de son épouse Marie de Garlande, avec qui elle a quatre enfants ;
- Jeanne de Brienne, morte après 1270, mariée vers 1250 à Mathieu III, seigneur de Montmorency, fils de Bouchard VI de Montmorency et de son épouse Isabeau de Laval, avec qui elle a six enfants ;
- Sibylle de Brienne, abbesse de la Piété-Dieu-lès-Ramerupt de 1245 jusqu'à sa mort ;
- Alix de Brienne, citée en 1245 et morte peu après le décès de ses parents sans descendance.